# Eleições gerais na Guiné-Bissau em 2014
As eleições gerais na Guiné-Bissau em 2014 foram realizadas a 13 de abril para eleger o novo presidente do país e os 102 membros da Assembleia Nacional Popular. A 2.ª volta para as eleições presidenciais para 18 de maio. Estas eleições marcavam o fim do poder militar sobre o país após o golpe de Estado em 2012.
José Mário Vaz, candidato do PAIGC, foi eleito o novo presidente guineense ao vencer a 2.ª volta contra o candidato independente Nuno Gomes Nabiam ao conseguir 61,92% dos votos.
Nas eleições parlamentares, o PAIGC foi o grande vencedor ao conseguir uma maioria absoluta na Assembleia Nacional Popular, obtendo 48% dos votos e 57 deputados.
Outro ponto a destacar nas eleições gerais foi a alta participação nestas com uma taxa de abstenção a rondar apenas entre os 10% e os 20% na 2.ª volta das presidenciais.

## Resultados Oficiais

### Eleições presidenciais
| Candidato               | Candidato                    | Partido                                                     | 1.ª Volta   | 1.ª Volta       | 2.ª Volta   | 2.ª Volta       |
| Candidato               | Candidato                    | Partido                                                     | Votos       | %               | Votos       | %               |
| ----------------------- | ---------------------------- | ----------------------------------------------------------- | ----------- | --------------- | ----------- | --------------- |
|                         | José Mário Vaz               | Partido Africano para a Independência da Guiné e Cabo Verde | 257 572     | 40,89 / 100,00  | 364 394     | 61,92 / 100,00  |
|                         | Nuno Gomes Nabiam            | Independente                                                | 156 163     | 24,79 / 100,00  | 224 089     | 38,08 / 100,00  |
|                         | Paulo Gomes                  | Independente                                                | 65 490      | 10,40 / 100,00  |             |                 |
|                         | Abel Incanda                 | Partido de Renovação Social                                 | 43 890      | 6,97 / 100,00   |             |                 |
|                         | Mamadú Iaia Djaló            | Partido da Nova Democracia                                  | 28 535      | 4,53 / 100,00   |             |                 |
|                         | Ibraima Sory Djaló           | Partido da Reconciliação Nacional                           | 19 497      | 3,10 / 100,00   |             |                 |
|                         | António Afonso Té            | Partido Republicano para a Independência e Desenvolvimento  | 18 808      | 2,99 / 100,00   |             |                 |
|                         | Hélder Vaz Lopes             | Independente                                                | 8 888       | 1,41 / 100,00   |             |                 |
|                         | Domingos Quadé               | Independente                                                | 8 607       | 1,37 / 100,00   |             |                 |
|                         | Aregado Mantenque Té         | Partido dos Trabalhadores                                   | 7 269       | 1,15 / 100,00   |             |                 |
|                         | Luis Nancassa                | Independente                                                | 7 012       | 1,11 / 100,00   |             |                 |
|                         | Jorge Malú                   | Independente                                                | 6 125       | 0,97 / 100,00   |             |                 |
|                         | Cirilo Rodrigues de Oliveira | Partido Socialista                                          | 2 070       | 0,33 / 100,00   |             |                 |
| Votos Inválidos         | Votos Inválidos              | Votos Inválidos                                             | 62 514      | 9,03 / 100,00   | 18 053      | 2,98 / 100,00   |
| Total                   | Total                        | Total                                                       | 692 440     | 100,00 / 100,00 | 606 536     | 100,00 / 100,00 |
| Eleitorado/Participação | Eleitorado/Participação      | Eleitorado/Participação                                     | 775 508     | 89,29 / 100,00  | 775 508     | 78,21 / 100,00  |
| Fonte                   | Fonte                        | Fonte                                                       | [ 5 ] [ 6 ] | [ 5 ] [ 6 ]     | [ 5 ] [ 6 ] | [ 5 ] [ 6 ]     |

### Eleições legislativas
| Partido                 | Partido                                                     | Votos       | %               | +/-         | Deputados   | +/-         |
| ----------------------- | ----------------------------------------------------------- | ----------- | --------------- | ----------- | ----------- | ----------- |
|                         | Partido Africano para a Independência da Guiné e Cabo Verde | 281 408     | 47,98 / 100,00  | 1,54        | 57 / 102    | 10          |
|                         | Partido de Renovação Social                                 | 180 432     | 30,76 / 100,00  | 5,55        | 41 / 102    | 13          |
|                         | Partido da Nova Democracia                                  | 28 581      | 4,87 / 100,00   | 2,53        | 1 / 102     | Estável     |
|                         | Partido da Convergência Democrática                         | 19 757      | 3,37 / 100,00   | 1,99        | 2 / 102     | 1           |
|                         | Partido Republicano para a Independência e Desenvolvimento  | 17 919      | 3,06 / 100,00   | 4,42        | 0 / 102     | 3           |
|                         | União Patriótica Guineense                                  | 10 919      | 1,86 / 100,00   | 1,25        | 0 / 102     | Estável     |
|                         | União para a Mudança                                        | 10 803      | 1,84 / 100,00   | 0,56        | 1 / 102     | 1           |
|                         | Resistência da Guiné-Bissau - Movimento Bafatá              | 9 502       | 1,62 / 100,00   | Novo        | 0 / 102     | Novo        |
|                         | Partido da Reconciliação Nacional                           | 7 903       | 1,35 / 100,00   | 1,18        | 0 / 102     | Estável     |
|                         | Outros (com menos de 1,00%)                                 | 19 300      | 3,28 / 100,00   |             | 0 / 102     |             |
| Votos Inválidos         | Votos Inválidos                                             | 100 352     | 14,61 / 100,00  | 8,91        |             |             |
| Total                   | Total                                                       | 686 876     | 100,00 / 100,00 |             | 102 / 102   | 2           |
| Eleitorado/Participação | Eleitorado/Participação                                     | 775 508     | 88,57 / 100,00  | 6,57        |             |             |
| Fonte                   | Fonte                                                       | [ 7 ] [ 8 ] | [ 7 ] [ 8 ]     | [ 7 ] [ 8 ] | [ 7 ] [ 8 ] | [ 7 ] [ 8 ] |